# 1968년 동독 국민투표
1968년 동독 국민투표는 1968년 4월 6일, 피상적으로는 민주적이었던 기존의 헌법을 대체할 공산주의 헌법인 독일민주공화국 신 헌법에 대한 국민투표로, 98.1% 투표율에 96.4% 찬성으로 통과되었다.

## 결과
| 새 헌법        | 새 헌법    | 새 헌법    |
| 찬성 또는 반대 | 득표수     | 득표율     |
| -------------- | ---------- | ---------- |
| 찬성           | 11,536,803 | 96.4%      |
| 반대           | 409,733    | 3.4%       |
| 총 득표수      | 11,970,889 | 100.00%    |
| 투표율         | 98.1%      | 98.1%      |
| 유권자수       | 12,208,986 | 12,208,986 |